# 库斯马拉
库斯马拉（Kusmara），是印度北方邦Mainpuri县的一个城镇。总人口9091（2001年）。

## 人口
该地2001年总人口9091人，其中男性4827人，女性4264人；0—6岁人口1547人，其中男818人，女729人；识字率63.93%，其中男性为71.20%，女性为55.70%。